# 紀元前30年
紀元前30年（きげんぜん30ねん）。

## 他の紀年法
- 干支 : 辛卯
- 日本
  - 崇神天皇68年
  - 皇紀631年
- 中国
  - 前漢 : 建始3年
- 朝鮮
  - 高句麗 : 東明聖王8年
  - 新羅 : 赫居世28年
  - 檀紀2304年
- 仏滅紀元 : 514年
- ユダヤ暦 : 3731年 - 3732年

## できごと

### ローマ
- アウグストゥスは4度目の執政官に選ばれた。同僚として選ばれたもう1人の執政官はマルクス・リキニウス・クラッスス・ディウェスであった。
- 8月1日 - アウグストゥスはアレクサンドリアを占領した。これにより、古代エジプトはローマ帝国の所有に帰した。
- 8月 - クレオパトラ7世が自害し、カエサリオンが処刑されて、古代エジプト最後のヘレニズム王朝プトレマイオス朝が終焉した。
- 5世紀の後漢書の記述によると、この頃に手押し車が発明された可能性がある。

## 死去
- 8月1日 - マルクス・アントニウス、ローマの政治家（* 紀元前83年）
- 8月12日 - クレオパトラ7世、プトレマイオス朝最後のファラオ（* 紀元前69年）
- 8月 - カエサリオン、クレオパトラ7世の子（* 紀元前47年）
- アレクサンドロス・ヘリオス、アルメニアの王（* 紀元前40年）
- マルクス・アントニウス・アンティルス、マルクス・アントニウスとフルウィアの子（* 紀元前47年）
- ヨハネ・ヒルカノス2世、ハスモン朝の王（* 紀元前40年）